# 阿爾布雷希特一世 (明斯特貝格)
阿爾布雷希特一世（捷克語：Albrecht Minsterberský，1468年8月3日—1511年7月12日），明斯特貝格-奧萊希尼察公爵，因德日赫一世的長子。
因德日赫一世於1498年去世後，阿爾布雷希特與兩個弟弟伊日、卡雷爾共治。